# Cymbalaria muralis
Il ciombolino comune (Cymbalaria muralis G.Gaertn., B.Mey. & Scherb., 1800)  è una pianta rampicante, erbacea e perenne dai delicati fiori multicolore, appartenente alla  famiglia delle Plantaginacee.

## Etimologia
Cymbalum (latino) o Kymbalon (greco) è il nome di uno strumento musicale simile al tamburello, ma a superficie cava come le foglie del “Ciombolino comune” : questa è la probabile etimologia del nome del genere. L'epiteto specifico  (“muralis”) si riferisce chiaramente al suo tipico habitat.

In inglese questo fiore si chiama Kenilworth ivy ma anche Ivy-leaved Toadflax; in tedesco si chiama Gewohnliches Zymbelkraut; in francese si chiama Cymbalaire des murs, ma anche Ruine de Rome.

## Descrizione

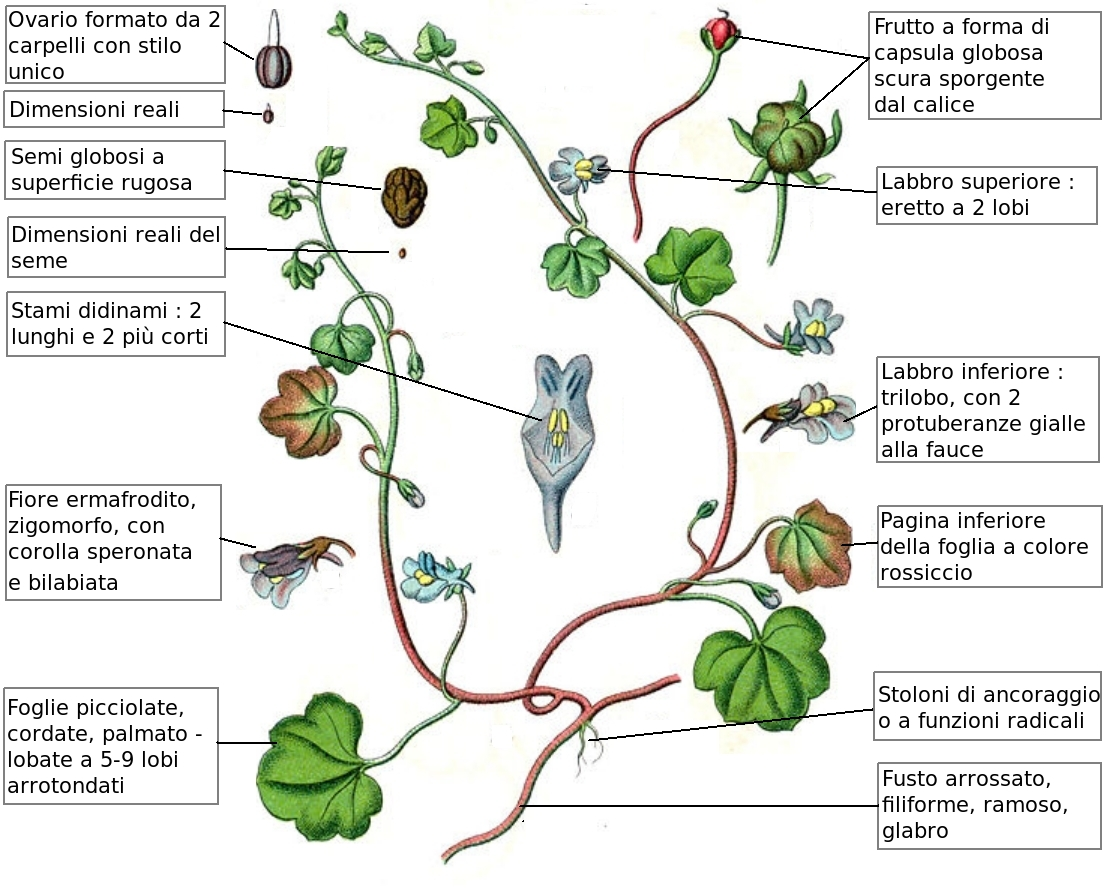
Descrizione delle parti della pianta

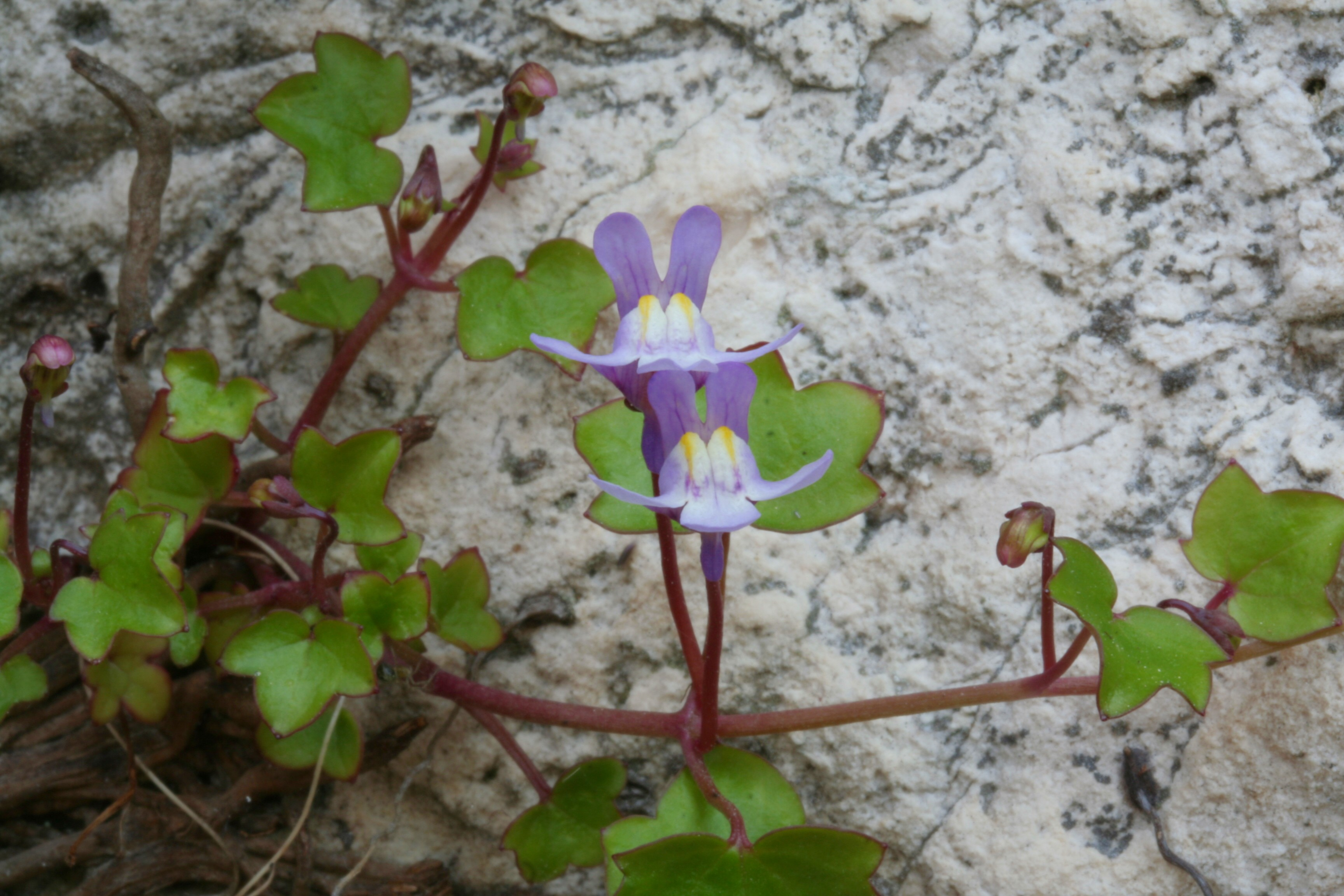
Portamento rampicante
Località Cugnach (BL), 488 m s.l.m. - 7/5/2008

Il portamento di queste piante è strisciante, ma anche rampicante e pendulo. La forma biologica di questa specie è emicriptofita scaposa (H scap), ossia piante perennanti con gemme situate alla base del terreno e con fusti poco fogliosi; ma anche camefita reptante (Ch rept), ossia piante con fusti bassi e portamento strisciante (in qualche testo viene indicato anche di tipo Terofita). Il ciclo biologico della pianta può essere sia perenne che annuale.

### Radici
Le radici sono avventizie sui nodi del fusto (è una pianta stolonifera).

### Fusto

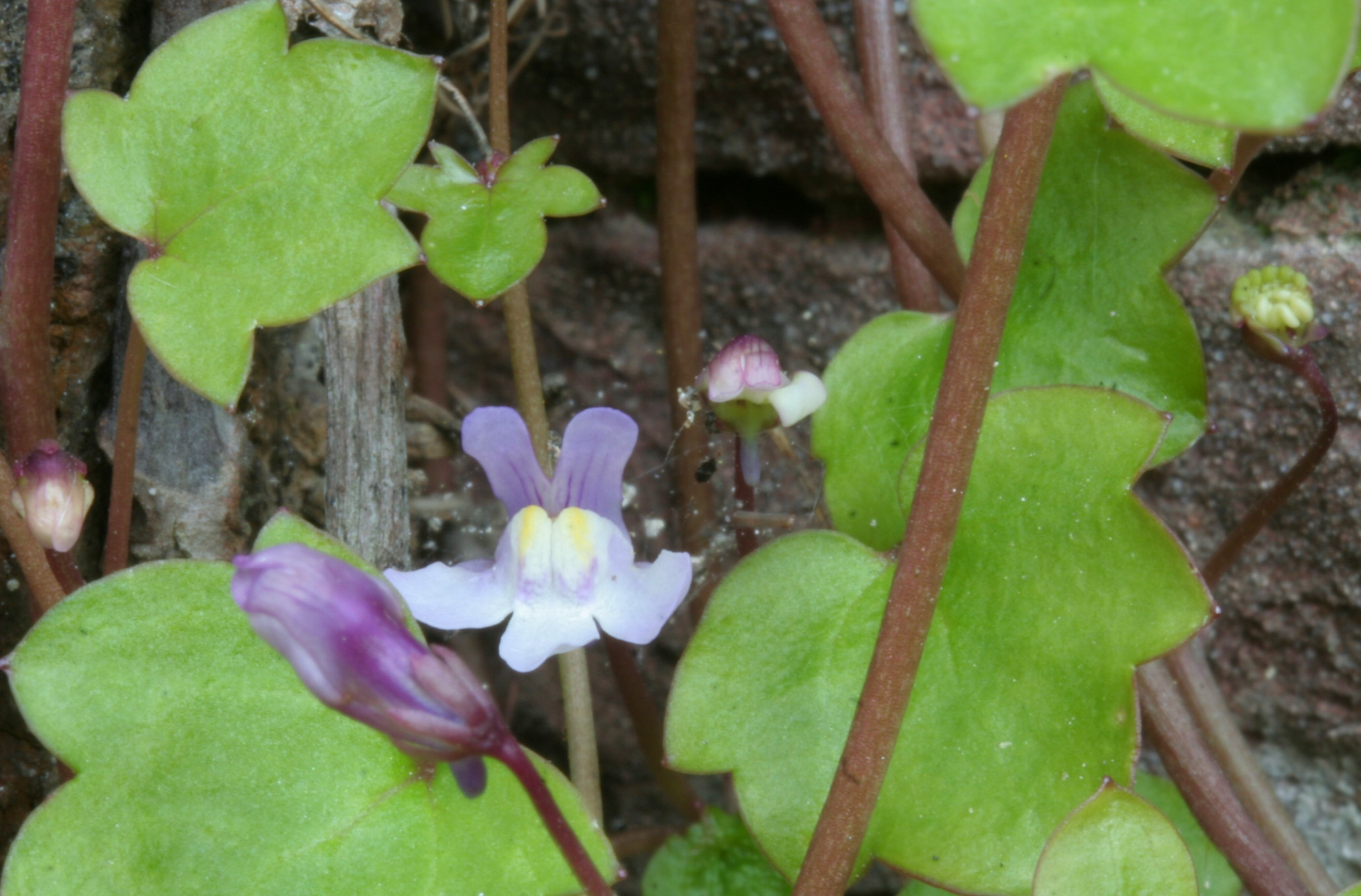
Fusto rossiccio
Località Cugnach (BL), 488 m s.l.m. - 7/5/2008

Il fusto è legnoso alla base; mentre in alto è arrossato, gracile, filiforme e ramificato. Il suo portamento è prostrato – ascendente. La superficie è glabra e può raggiungere i 80 cm di sviluppo. I rami possono essere muniti di stoloni di ancoraggio (terminali dotati di ventose) ai muri o superfici pietrose, ma anche tronchi di alberi.

### Foglie

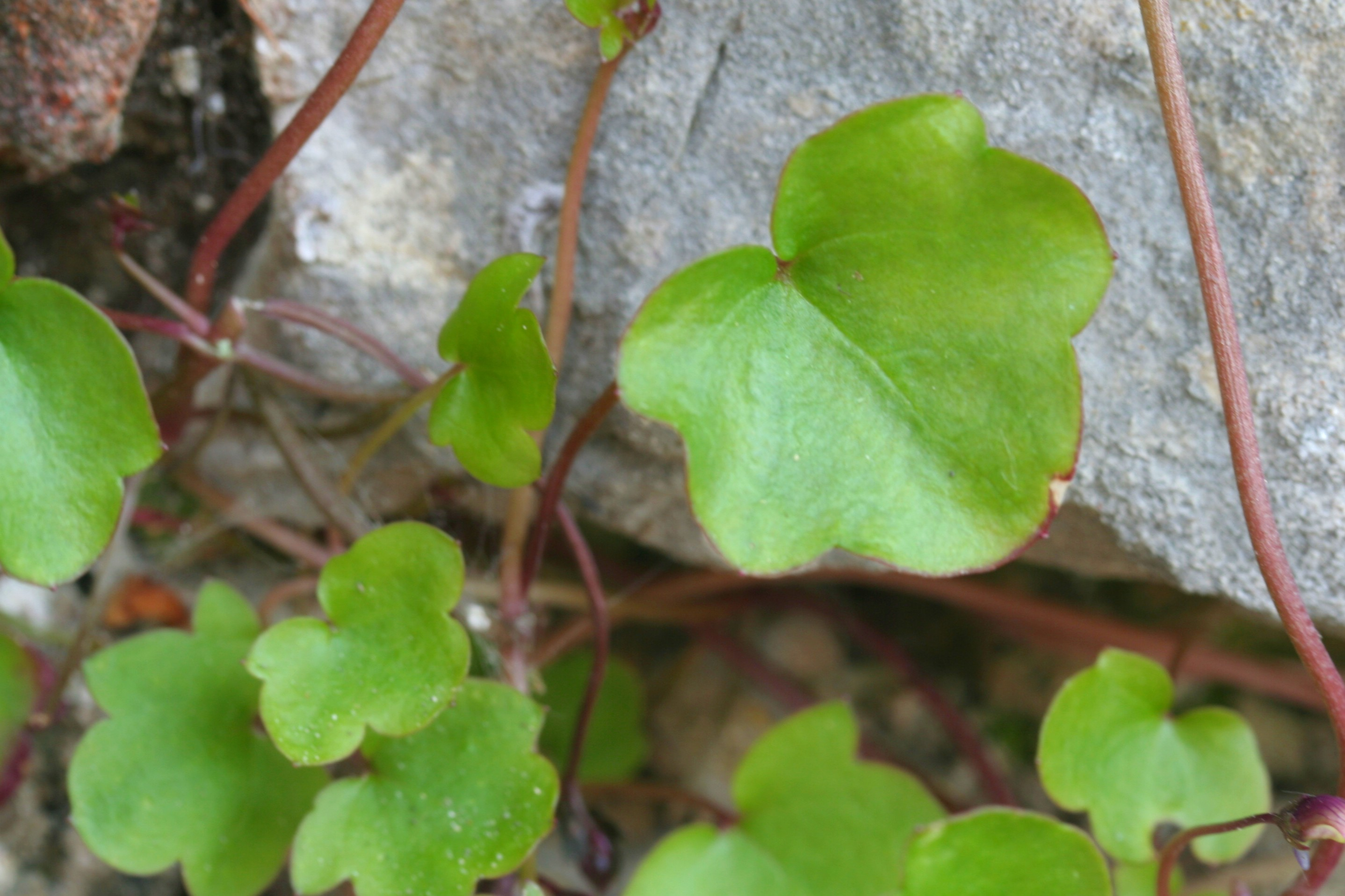
Foglie palmato-lobate
Località Cugnach (BL), 488 m s.l.m. - 7/5/2008

La forma delle foglie è cordata o reniforme, in tutti i casi sono palmato – lobate con 5 – 9 lobi disuguali a forma triangolare, lievemente arrotondati e con punte mucronate. Le foglie lungo il fusto sono a disposizione alterna e sono picciolate. Il colore è verde chiaro sulla pagina superiore (a volte possono essere screziate o variegate), e rossastre su quella inferiore;  la superficie è lucida, glabra e leggermente concava, è inoltre palminervia, mentre la consistenza è carnosa. Rispetto alla pianta la disposizione delle foglie sembra quasi un continuo mosaico, ossia con pochissime sovrapposizioni tra una foglia e l'altra; questa disposizione è ottimizzata per catturare la maggior parte dei raggi del sole e del calore emanato dalla terra.
Dimensione delle foglie: larghezza 14 – 40 mm; lunghezza 10 – 30 mm; lunghezza del picciolo 2 – 4 mm.

### Infiorescenza
L'infiorescenza (definita come un racemo apicale) è formata da diversi fiori disposti all'ascella delle foglie. Sono presenti delle brattee fiorali, cigliate lunghe quanto il calice.

### Fiori

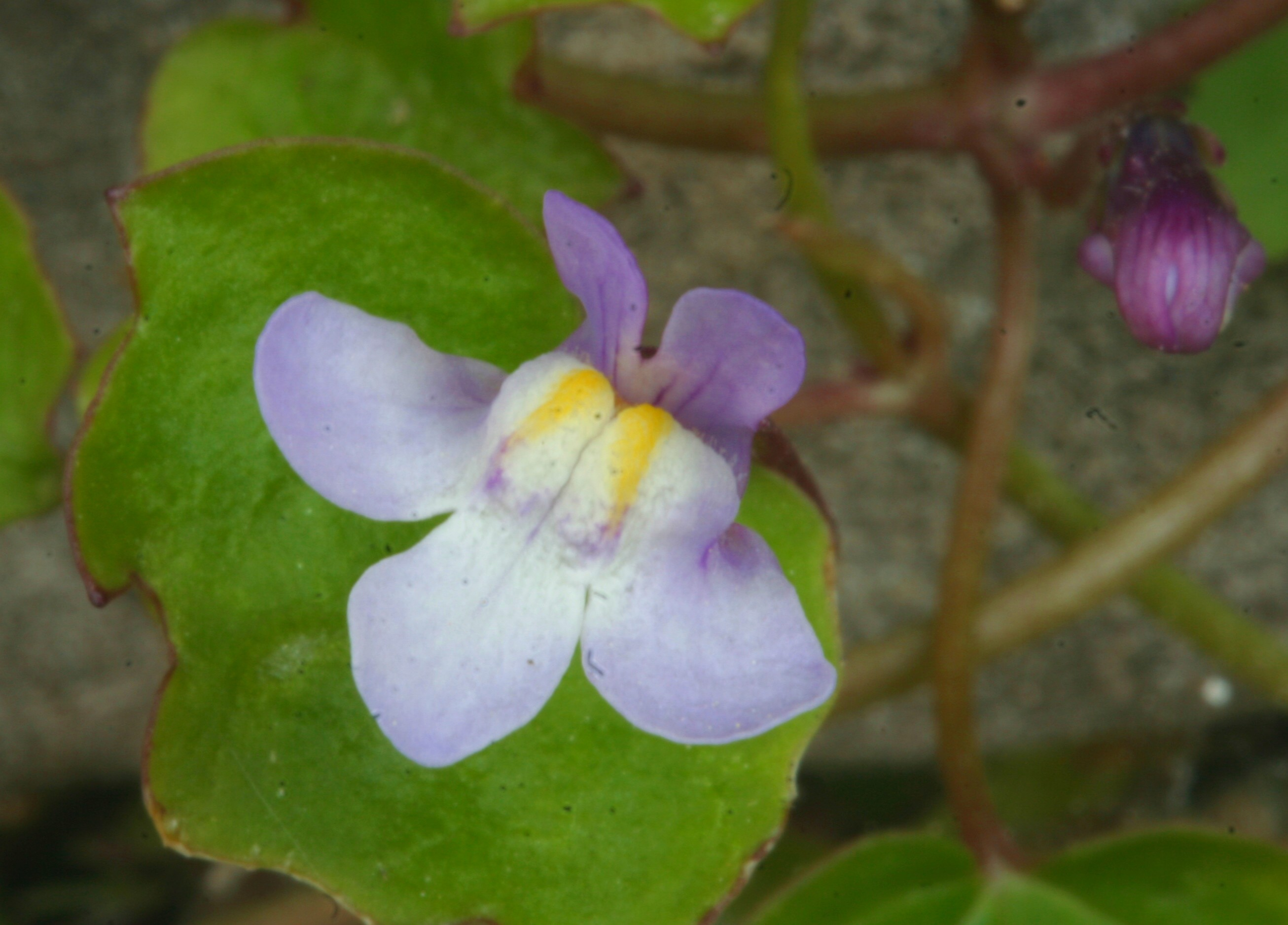
Fiore bilabiato
Località Cugnach (BL), 488 m s.l.m. - 7/5/2008

I fiori sono ermafroditi, zigomorfi, tetraciclici (calice – corolla – androceo – gineceo). Il fiore è soggetto al fototropismo, ossia prima dell'impollinazione (o fecondazione) si muove verso la luce; dopo si sposta al riparo verso le fessure del muro o delle rocce (vedi anche il paragrafo “Frutti”). Dimensione totale del fiore: 1 cm circa.
- Formula fiorale:

K (4), C (5), A 4, G (2)
- Calice: il calice è tetramero e gamosepalo, ossia è formato da 4 lobi di forma lanceolata – lineare; è glabro o appena pubescente. Lunghezza del calice: 2 – 2,5 mm.
- Corolla: la corolla, a 5 petali, è simpetala e personata (e anche speronata), ossia formata da un tubo prolungato all'indietro (sperone nettarifero) e terminante sul davanti con due labbra (forma bilabiata). Il labbro superiore ha 2 lobi viola chiari con venature a colori più scuri; i due lobi sono eretti, piani e smarginati. Quello inferiore (labellum) è trilobo, ampio e di colore più chiaro; ha inoltre due protuberanze gialle, verrucose e rigonfie a chiusura delle fauci, in questo modo rende molto difficoltoso l'accesso agli insetti impollinatori; questi devono essere molto pesanti per aprire tale accesso spostando, appunto con il loro peso, verso il basso il labbro inferiore. La corolla termina dietro con uno sperone non molto lungo. Dimensione della corolla: lunghezza 0,8 – 0,9 cm; lunghezza dello sperone conico: 1,5 – 3 mm.
- Androceo: gli stami sono 4 e didinami (tipica struttura dei fiori labiati).
- Gineceo: l'ovario è supero e sincarpellare, formato da 2 carpelli ed è quindi biloculare. Lo stilo è unico inserito all'apice dell'ovario con stimma bifido.
- Fioritura: la fioritura avviene tra maggio e settembre; mentre i semi maturano da luglio a ottobre.
- Impollinazione: impollinazione tramite api; le piante sono anche auto-fertili

### Frutti
Il frutto consiste in una capsula (bacca nera) di forma globosa sporgente dal calice.  I semi sono scuri di forma ovale - globosa con la superficie irregolarmente rugosa (a volte tubercolata) e percorsi da creste longitudinali; i semi sono provvisti di endosperma. I semi fuoriescono da tre valve sommitali (la capsula è del tipo deiscente) uno alla volta per ottimizzare la perpetuazione dell'individuo. Alla maturazione dei frutti corrisponde anche un'ulteriore crescita (allungamento verso il basso) dei peduncoli fiorali facilitando così la dispersione dei semi nelle fessure dei muri o rocce. Dimensione dei semi: 0,5 – 1 mm.

## Distribuzione e habitat
- Geoelemento: il tipo corologico (area di origine) è S-Europ. (areale relativo all'Europa meridionale) con probabile origine tra l'Italia e la Dalmazia. Tipo corologico divenuto in seguito Subcosmop. : pianta ormai diffusa in quasi ogni parte del globo.
- Diffusione: in Italia è una specie comune su tutto il territorio e a volte è infestante. Nel resto del mondo si trova in Europa (dappertutto) , Africa settentrionale (in modo molto discontinuo), in Asia occidentale (India e aree limitrofe) e in America settentrionale e meridionale (dappertutto) e Australia (dappertutto)[2].
- Habitat: muri e rocce (umidi e a mezzombra), ma anche zone ruderali e margini dei boschi o ripari sotto rocce. Queste piante hanno bisogno di pochissimo terriccio per vivere; basta la sabbia delle crepe inumidita dall'acqua piovana perché si crei un microambiente adatto a questa pianta. Il substrato preferito di questa specie è calcareo o calcareo-siliceo, mentre il pH è basico, il livello nutrizionale del terreno è medio, come pure l'umidità.
- Diffusione altitudinale: dal piano a 1500 m s.l.m.; comprende quindi il piano vegetazionale collinare e montano.

### Fitosociologia
Dal punto di vista fitosociologico la specie di questa scheda appartiene alla seguente comunità vegetale:
Formazione : comunità delle fessure delle rupi e dei ghiaioni
Classe : Asplenietea trichomanis
Ordine : Parietarietalia judaicae
Alleanza : Centrantho rubri-Parietarion

## Tassonomia
La famiglia delle Plantaginaceae è relativamente numerosa con un centinaio di generi, mentre il genere Cymbalaria comprende una decina di specie di cui almeno 8 sono presenti nella flora spontanea italiana.

### Variabilità
La variabilità di questa pianta si manifesta soprattutto nella pelosità più o meno accentuata sul fusto e sulle foglie. Nell'elenco che segue sono indicate alcune varietà e sottospecie (l'elenco può non essere completo e alcuni nominativi sono considerati da altri autori dei sinonimi della specie principale o anche di altre specie):
- Cymbalaria muralis P.Gaertn., B.Mey. & Scherb. subsp. muralis (sinonimo = Linaria acutangula Ten.)
- Cymbalaria muralis P.Gaertn., B.Mey. & Scherb. subsp. pubescens (C.Presl) D.A.Webb (1972) (sinonimi = C. pubescens (C.Presl) Cufod.; = Linaria pilosa (Jacq.) DC. var. pubescens (C.Presl) Bég.; = Linaria pubescens C.Presl)
- Cymbalaria muralis P.Gaertn., B.Mey. & Scherb. subsp. visanii D.A.Webb (1972) (sinonimi = Linaria cymbalaria (L.) Mill. subsp. cymbalaria var. pilosa Vis.; = Linaria pilosa auct., non (Jacq.) DC.)
- Cymbalaria muralis P.Gaertn., B.Mey. & Scherb. var. pilosa (Vis.) Degen.

### Sinonimi
La specie di questa scheda, in altri testi, può essere chiamata con dei nomi diversi. L'elenco che segue indica alcuni tra i sinonimi più frequenti:
- Cymbalaria flabellifer A. Chevalier (1937)
- Cymbalaria gerbaultii A. Chevalier (1937)
- Cymbalaria glechomifolia A. Chevalier (1937)
- Cymbalaria globosa A. Chevalier (1937)
- Cymbalaria hederacea S.F. Gray (1821)
- Cymbalaria toutonii A. Chevalier (1937)
- Linaria acutangula Ten. (1831)
- Linaria cymbalaria (L.) Mill. (1768)
- Linaria cymbalaria (L.) Mill. subsp. cymbalaria
- Linaria cymbalaria (L.) Mill. subsp. cymbalaria var. cymbalaria
- Antirrhinum cymbalaria L. (1753)
- Antirrhinum hederaceum Lam. (1779)
- Antirrhinum hederifolium Salisb. (1796)

### Nomi comuni
In Italia la Cymbalaria muralis viene chiamata in diversi modi a seconda delle zone:
- Cimbalaria dei muri
- Ederina dei muri
- Erba tondella
- Erba piattella
- Linaria dei muri
- Parrucca

### Specie simili
- Cymbalaria aequitriloba (Viv.) A.Cheval. - Ciombolino trilobo: è più pelosa della C. muralis e le foglie hanno al massimo 5 lobi; i semi sono alveolati. Si trova in Sardegna, Corsica e nell'Arcipelago Toscano.
- Cymbalaria glutinosa Bigazzi e Raffaelli – Ciombolino tirrenico: la disposizione delle foglie lungo il fusto è decisamente opposta; tutta la pianta è molto pelosa: sia le foglie, sia la corolla che il frutto. Probabilmente è una specie endemica e si trova solo nell'Italia centrale.
- Cymbalaria pubescens (Presl) Cufod. - Ciombolino siciliano: si distingue per il frutto la cui capsula a maturazione non sporge dal calice; tutta la pianta è inoltre pelosa sia sul fusto che sulle foglie. Si trova solo in Sicilia.

## Usi

### Farmacia
- Proprietà curative: secondo la medicina popolare questa pianta ha proprietà antinfiammatorie e cicatrizzanti (accelera la guarigione di ferite), ma anche diuretiche (facilita il rilascio dell'urina), vulnerarie (guarisce le ferite). Sembra che sia efficace anche contro lo scorbuto. In India (secondo alcune ricerche locali) pare sia stata usata con successo per il trattamento del diabete.
- Parti usate: le foglie e i fiori (il cui uso è consigliato anche per problemi di tipo renale).

### Cucina
Possono essere utilizzate le foglie in insalata; hanno un gusto acre e pungente come il crescione. Ma si consiglia un uso limitato in quanto la pianta presenta una lieve tossicità.

### Industria
Dai fiori si possono ricavare dei coloranti gialli a bassa permanenza.

## Galleria d'immagini

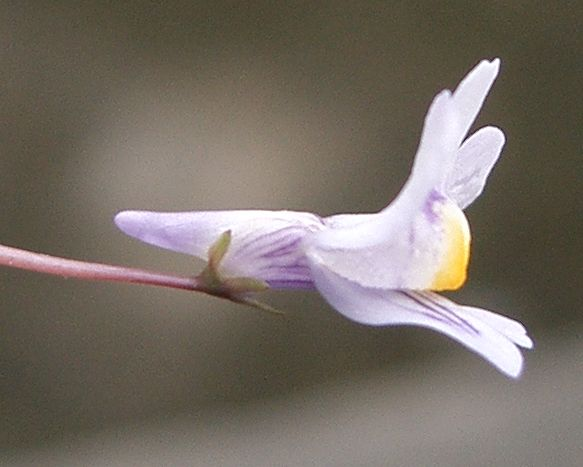
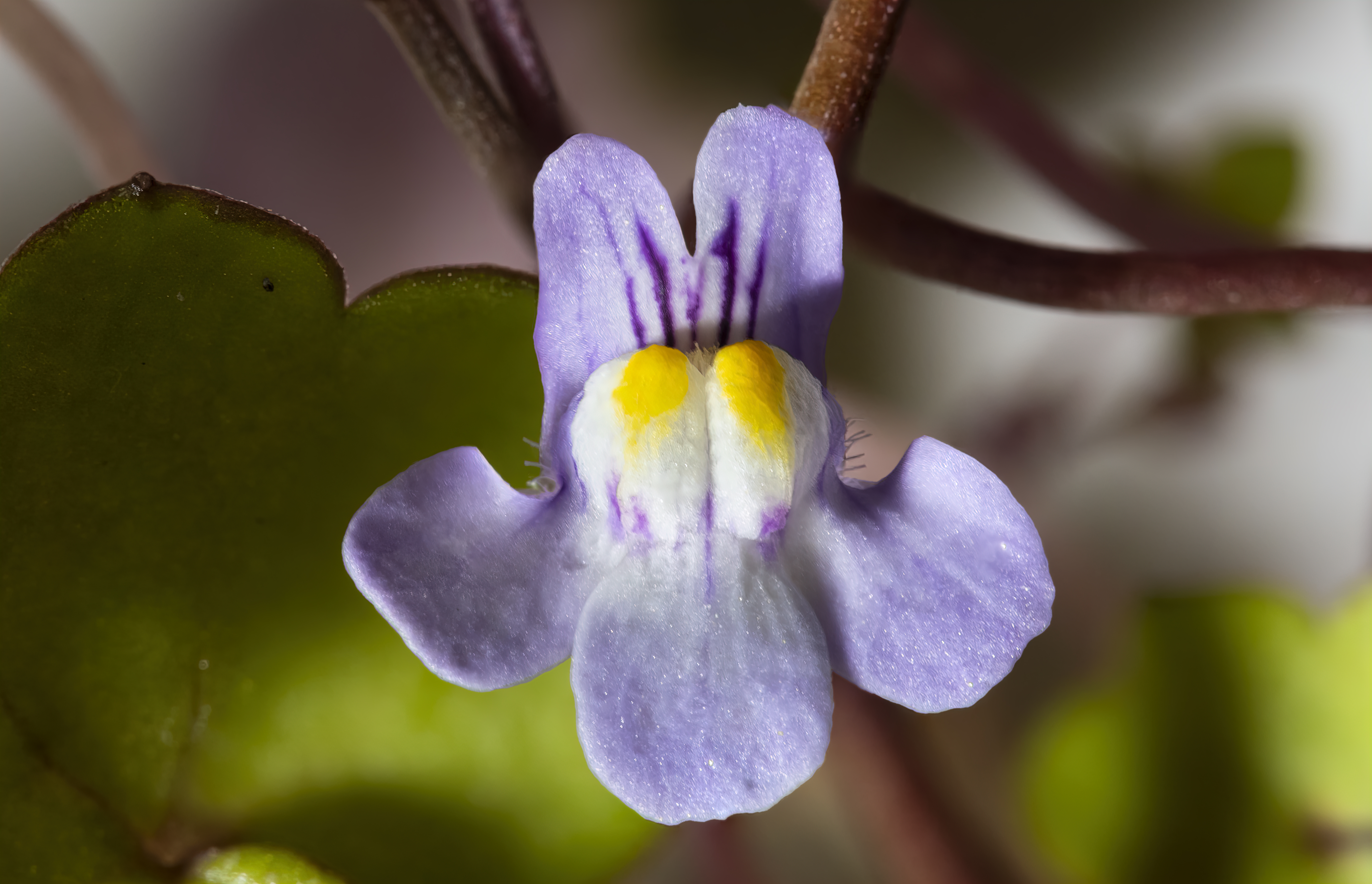
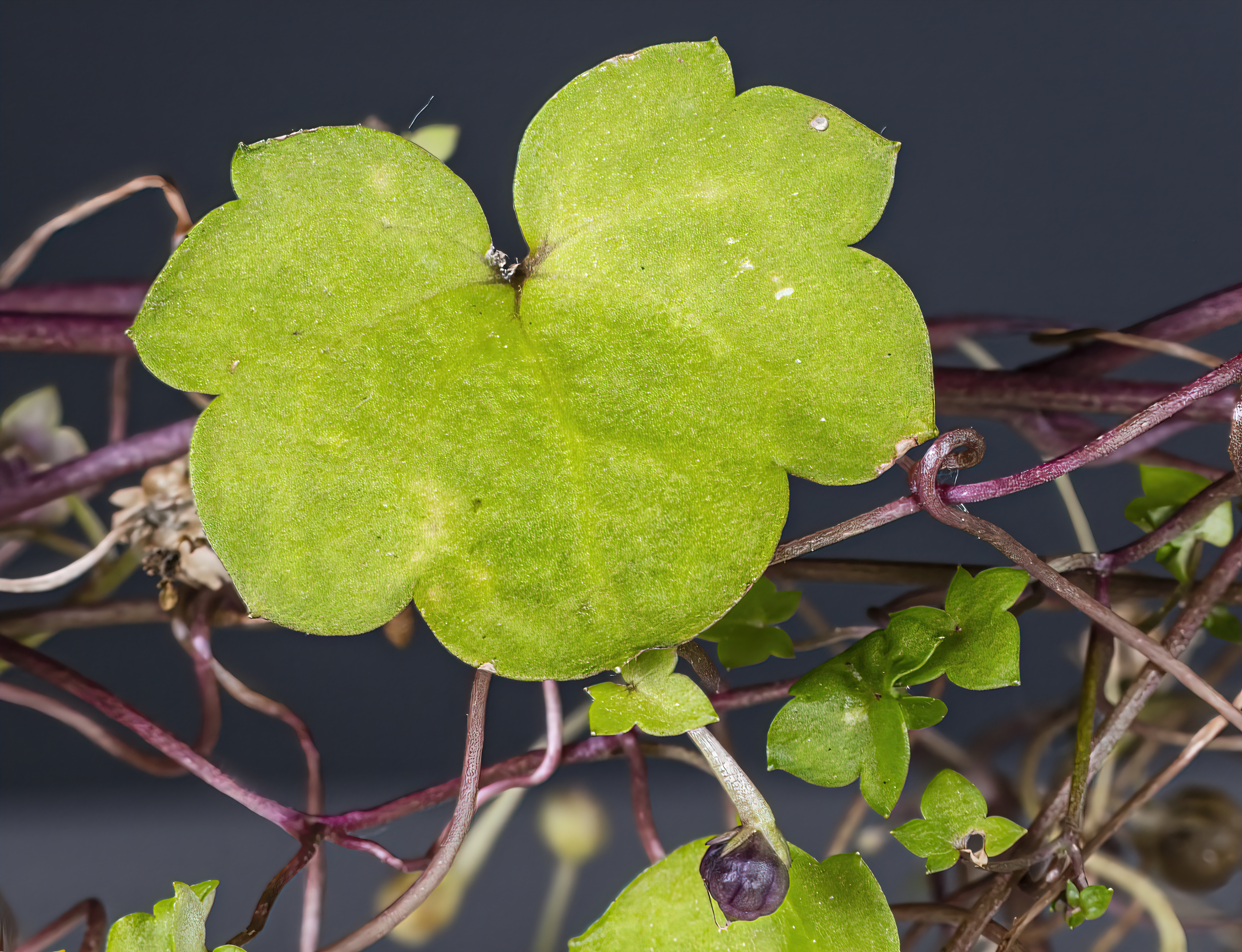
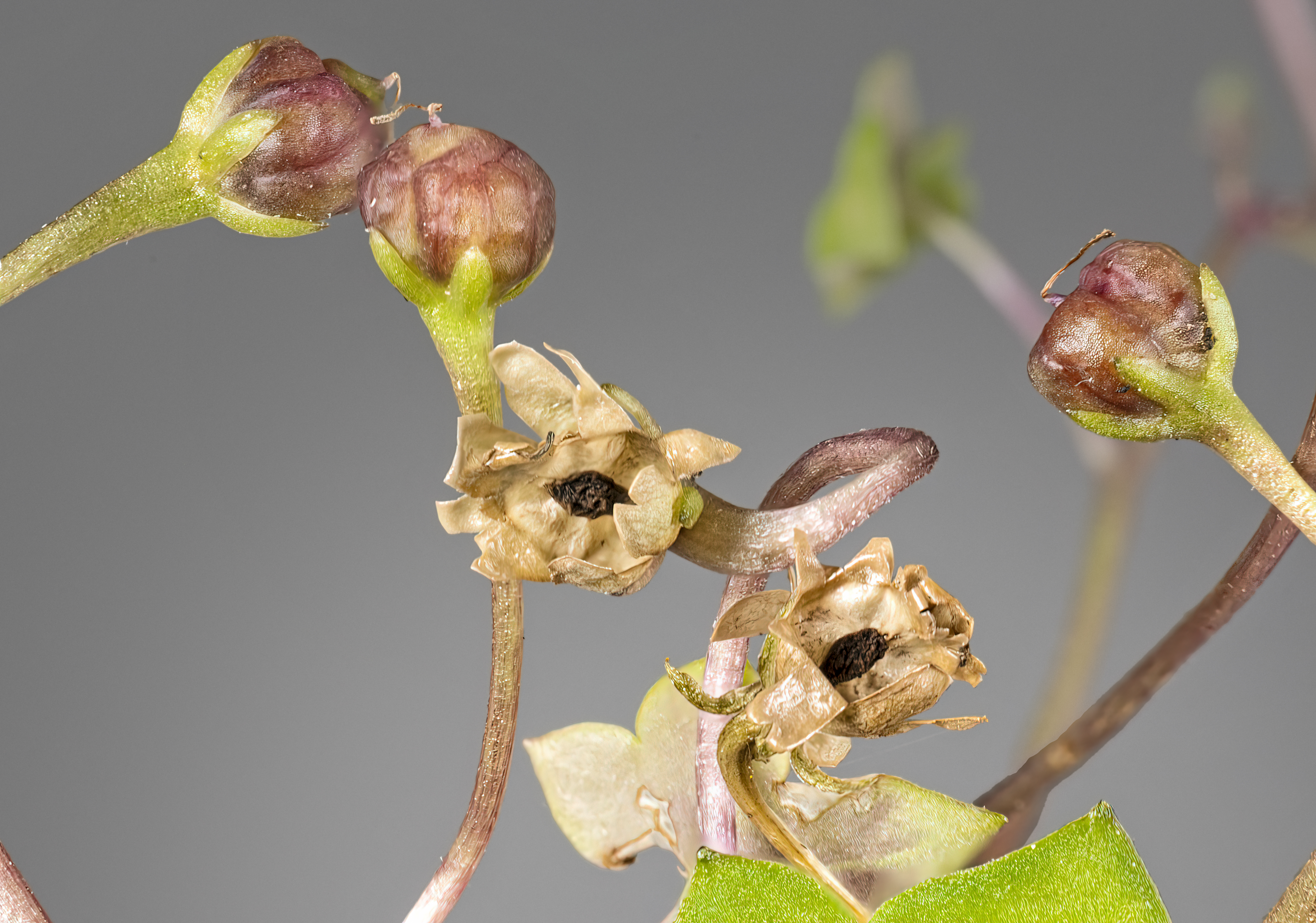
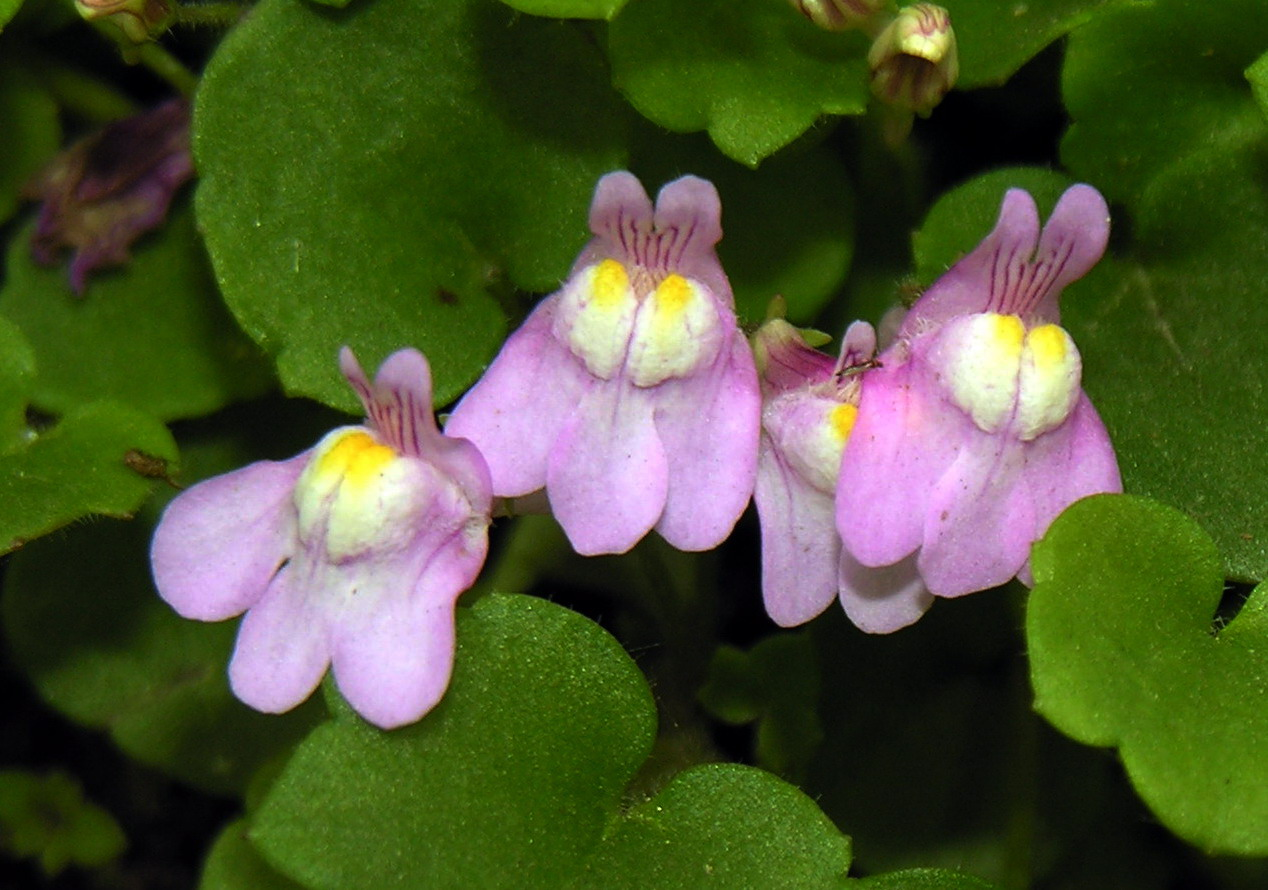